# Paullinia
- Commons
- Wikispecies

Paullinia L. é um género botânico pertencente à família Sapindaceae, cujo nome foi atribuído por Lineu em homenagem ao médico e botânico alemão Simon Paulli. O género Paullinia engloba, entre outras cerca de 170 espécies, o guaraná (Paullinia cupana Kunth).

## Espécies
- Paullinia alata
- Paullinia alsmithii
- Paullinia cupana - Guaraná
- Paullinia cururu
- Paullinia emetica
- Paullinia fuscescens
- Paullinia ingaefolia
- Paullinia nobilis
- Paullinia pinnata
- Paullinia plumieri
- Paullinia pterophylla
- Paullinia weinmannifolia
- Paullinia yoco - Yoco
- Lista completa

## Classificação do gênero
| Sistema | Classificação                    | Referência               |
| ------- | -------------------------------- | ------------------------ |
| Linné   | Classe Octandria, ordem Trigynia | Species plantarum (1753) |

## Galeria de imagens

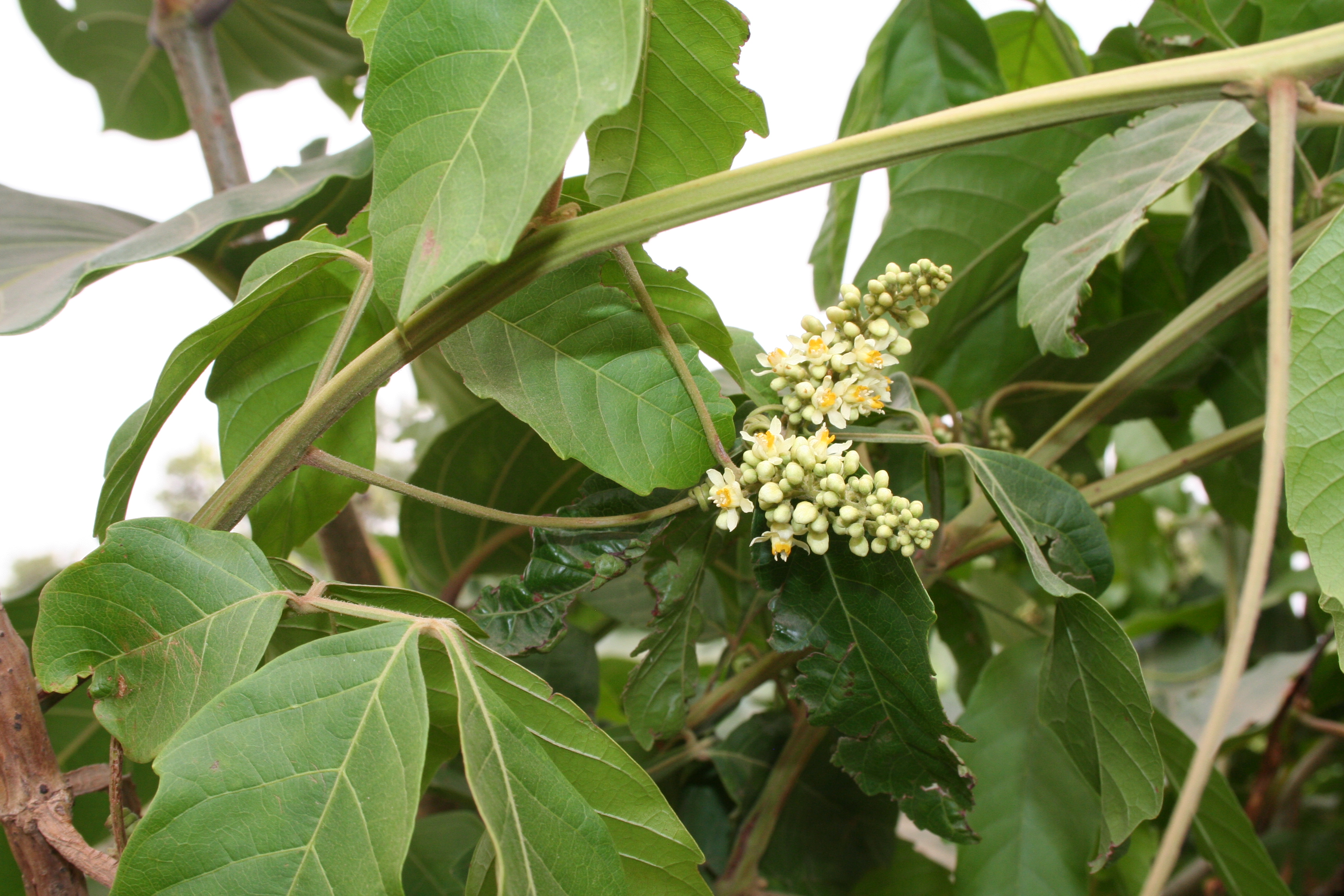
Paullinia pinnata
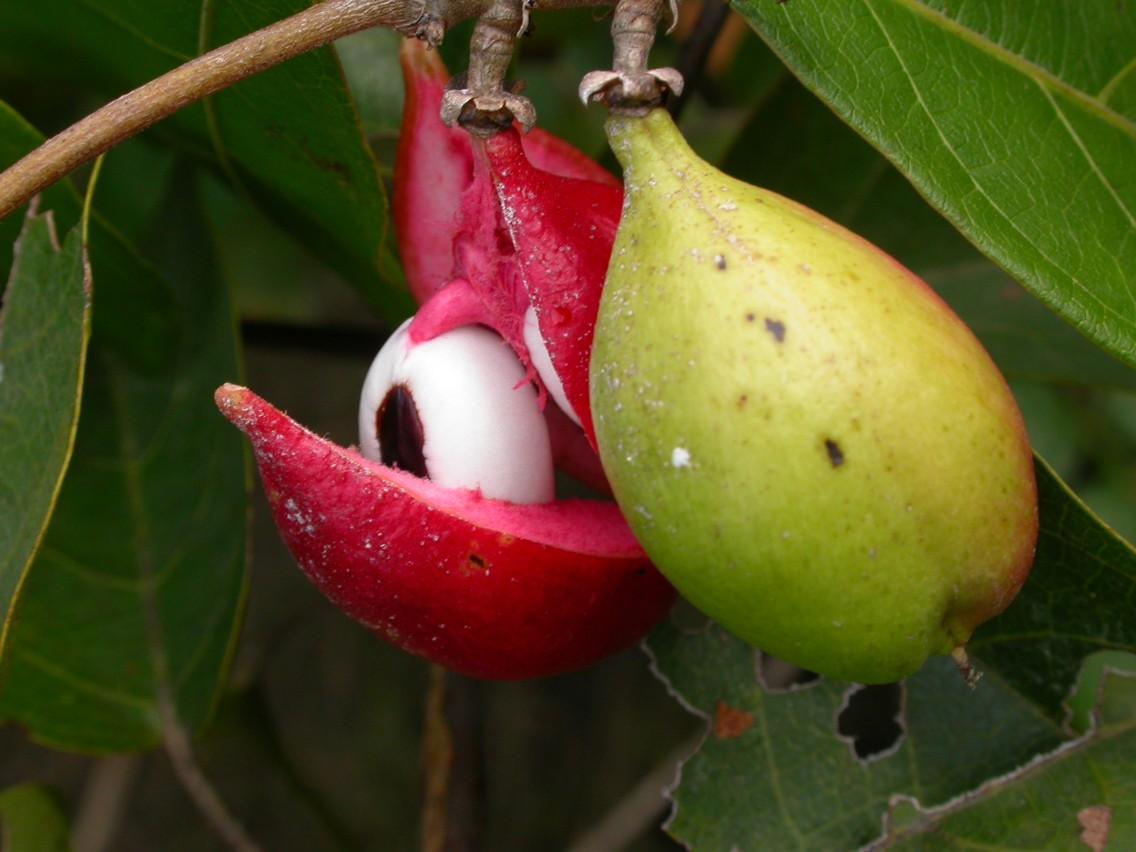
Paullinia pinnata
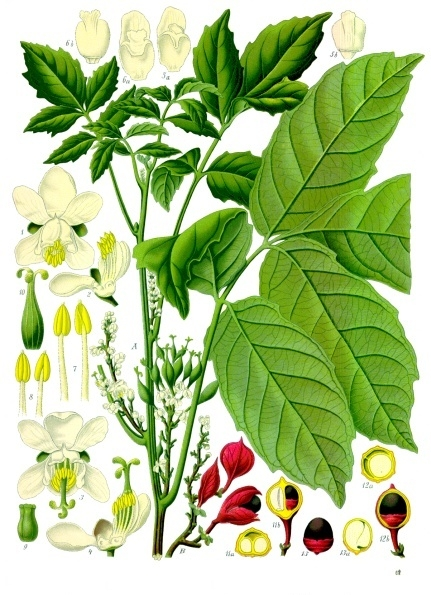
P. cupana Guaraná
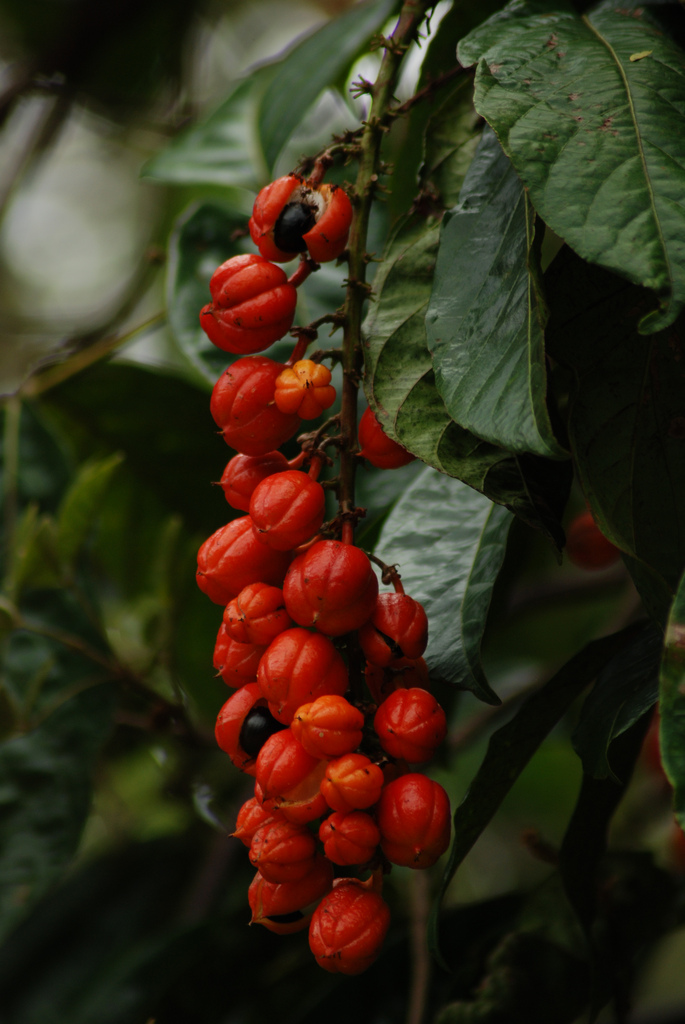
P. cupana Guaraná